# The Expanding Universe of Ashley Garcia
The Expanding Universe of Ashley Garcia ist eine US-amerikanische Fernsehserie des Video-on-Demand-Anbieters Netflix, deren erste acht Episoden am 17. Februar 2020 veröffentlicht wurden. Im August 2020 wurde die Serie nach einer Staffel abgesetzt. Ein Weihnachts-Special wurde am 9. Dezember 2020 veröffentlicht.

## Handlung
Im Mittelpunkt der Serie steht das Wunderkind Ashley Garcia, eine 15-jährige Roboter-Ingenieurin und Raketenwissenschaftlerin. Ashley zieht zu ihrem Onkel Victor, da sie so die Chance wahrnehmen kann, bei der NASA zu arbeiten.

## Episodenliste
| Nr.     | Deutscher Titel                        | Originaltitel                                      | Erstveröffentlichung USA | Deutschsprachige Erstveröffentlichung (D/A/CH) | Regie              | Drehbuch                                                   |
| ------- | -------------------------------------- | -------------------------------------------------- | ------------------------ | ---------------------------------------------- | ------------------ | ---------------------------------------------------------- |
| Teil 1  |                                        |                                                    |                          |                                                |                    |                                                            |
| 1       | Minzpastille gefällig?                 | Breath Mint                                        | 17. Feb. 2020            | 17. Feb. 2020                                  | Jody Margolin Hahn | Pamela Corkey, Seth Kurland und Mario Lopez                |
| 2       | Dreh das Ding!                         | Spin, Doctor                                       | 17. Feb. 2020            | 17. Feb. 2020                                  | Jonathan Judge     | Julie Whitesell                                            |
| 3       | Haptik                                 | Haptics                                            | 17. Feb. 2020            | 17. Feb. 2020                                  | Jody Margolin Hahn | Seth Kurland                                               |
| 4       | Auf der Suche nach Intelligentem Leben | The Search for Intelligent Life                    | 17. Feb. 2020            | 17. Feb. 2020                                  | Jody Margolin Hahn | David Kendall                                              |
| 5       | Ohne jegliche wissenschaftliche Basis  | No Scientific Basis Whatsoever                     | 17. Feb. 2020            | 17. Feb. 2020                                  | Eva Longoria       | Philippe Iujvidin                                          |
| 6       | Denken wird überschätzt                | Me Caes Bien                                       | 17. Feb. 2020            | 17. Feb. 2020                                  | Eva Longoria       | Molly Haldeman und Camilla Rubis                           |
| 7       | Hasta La Vista, Baby                   | Hasta La Vista, Baby                               | 17. Feb. 2020            | 17. Feb. 2020                                  | Melissa Joan Hart  | Jessica Lopez                                              |
| 8       | Der Herbstball                         | Go to a High School Dance                          | 17. Feb. 2020            | 17. Feb. 2020                                  | Jeff Melman        | Sam Stefanak                                               |
| Teil 2  |                                        |                                                    |                          |                                                |                    |                                                            |
| 9       | Schonungslos ehrlich                   | In Tad We Trust                                    | 20. Juli 2020            | 20. Juli 2020                                  | Jeff Melman        | Heather Dean und Rosie Borchert                            |
| 10      | Scheitern ist keine Option             | Failure Is Not an Option                           | 20. Juli 2020            | 20. Juli 2020                                  | Jean Sagal         | Philippe Iujvidin                                          |
| 11      | Unbeabsichtigte Folgen                 | Unintended Consequences                            | 20. Juli 2020            | 20. Juli 2020                                  | Adam Weissman      | Molly Haldeman und Camilla Rubis                           |
| 12      | Fünft, sechs, sieben, acht             | Count Me In                                        | 20. Juli 2020            | 20. Juli 2020                                  | Rob Schiller       | Heather Dean und Rosie Borchert                            |
| 13      | Ehrencodex unter Mädchen               | Rewriting Girl Code                                | 20. Juli 2020            | 20. Juli 2020                                  | Jody Margolin Hahn | Julie Whitesell                                            |
| 14      | Noch eine Runde um die Sonne           | Another Trip Around the Sun                        | 20. Juli 2020            | 20. Juli 2020                                  | Andrew DeYoung     | Sam Stefanak                                               |
| Special |                                        |                                                    |                          |                                                |                    |                                                            |
| 15      | Weihnachten                            | The True Meaning of Christmas Togetherness Funtime | 9. Dez. 2020             | 9. Dez. 2020                                   | David Kendall      | Seth Kurland, David Kendall, Molly Haldeman, Camilla Rubis |

## Produktion
Am 23. Mai 2019 wurde angekündigt, dass Netflix 16 Episoden der von Mario Lopez geschaffenen Serie bestellt hatte. Die ersten acht Episoden wurden am 17. Februar 2020 veröffentlicht. Am 20. Juli wurden sechs weitere Episoden ins Netz gestellt.